# Alcazar (Band)/Diskografie
Diese Diskografie ist eine Übersicht über die musikalischen Werke der schwedischen Popband Alcazar. Den Schallplattenauszeichnungen zufolge hat sie bisher mehr als 440.000 Tonträger verkauft. Ihre erfolgreichste Veröffentlichung ist die Single Crying at the Discoteque mit über 290.000 verkauften Einheiten.

## Alben

### Studioalben
| Jahr | Titel           | Höchstplatzierung, Gesamtwochen, AuszeichnungChartplatzierungen (Jahr, Titel, Platzierungen, Wochen, Auszeichnungen, Anmerkungen) | Höchstplatzierung, Gesamtwochen, AuszeichnungChartplatzierungen (Jahr, Titel, Platzierungen, Wochen, Auszeichnungen, Anmerkungen) | Höchstplatzierung, Gesamtwochen, AuszeichnungChartplatzierungen (Jahr, Titel, Platzierungen, Wochen, Auszeichnungen, Anmerkungen) | Höchstplatzierung, Gesamtwochen, AuszeichnungChartplatzierungen (Jahr, Titel, Platzierungen, Wochen, Auszeichnungen, Anmerkungen) | Höchstplatzierung, Gesamtwochen, AuszeichnungChartplatzierungen (Jahr, Titel, Platzierungen, Wochen, Auszeichnungen, Anmerkungen) | Anmerkungen                            |
| Jahr | Titel           | DE | AT | CH | UK | SE | Anmerkungen                            |
| ---- | --------------- | --- | --- | --- | --- | --- | -------------------------------------- |
| 2000 | Casino          | DE34 (5 Wo.)DE | — | — | — | SE40 (6 Wo.)SE | Erstveröffentlichung: 18. Oktober 2000 |
| 2003 | Alcazarized     | DE46 (3 Wo.)DE | — | CH43 (4 Wo.)CH | — | SE2 (15 Wo.)SE | Erstveröffentlichung: 8. Mai 2003      |
| 2009 | Disco Defenders | — | — | — | — | SE4 (18 Wo.)SE | Erstveröffentlichung: 6. März 2009     |

### Livealben
- 2005: A Tribute to ABBA

### Kompilationen
| Jahr | Titel             | Höchstplatzierung, Gesamtwochen, AuszeichnungChartplatzierungen (Jahr, Titel, Platzierungen, Wochen, Auszeichnungen, Anmerkungen) | Höchstplatzierung, Gesamtwochen, AuszeichnungChartplatzierungen (Jahr, Titel, Platzierungen, Wochen, Auszeichnungen, Anmerkungen) | Höchstplatzierung, Gesamtwochen, AuszeichnungChartplatzierungen (Jahr, Titel, Platzierungen, Wochen, Auszeichnungen, Anmerkungen) | Höchstplatzierung, Gesamtwochen, AuszeichnungChartplatzierungen (Jahr, Titel, Platzierungen, Wochen, Auszeichnungen, Anmerkungen) | Höchstplatzierung, Gesamtwochen, AuszeichnungChartplatzierungen (Jahr, Titel, Platzierungen, Wochen, Auszeichnungen, Anmerkungen) | Anmerkungen                                              |
| Jahr | Titel             | DE | AT | CH | UK | SE | Anmerkungen                                              |
| ---- | ----------------- | --- | --- | --- | --- | --- | -------------------------------------------------------- |
| 2004 | Dancefloor Deluxe | — | — | — | — | SE3 Gold · (27 Wo.)SE | Erstveröffentlichung: 20. August 2004 Verkäufe: + 30.000 |

## Singles

### Als Leadmusiker
| Jahr | Titel Album                              | Höchstplatzierung, Gesamtwochen, AuszeichnungChartplatzierungen (Jahr, Titel, Album, Platzierungen, Wochen, Auszeichnungen, Anmerkungen) | Höchstplatzierung, Gesamtwochen, AuszeichnungChartplatzierungen (Jahr, Titel, Album, Platzierungen, Wochen, Auszeichnungen, Anmerkungen) | Höchstplatzierung, Gesamtwochen, AuszeichnungChartplatzierungen (Jahr, Titel, Album, Platzierungen, Wochen, Auszeichnungen, Anmerkungen) | Höchstplatzierung, Gesamtwochen, AuszeichnungChartplatzierungen (Jahr, Titel, Album, Platzierungen, Wochen, Auszeichnungen, Anmerkungen) | Höchstplatzierung, Gesamtwochen, AuszeichnungChartplatzierungen (Jahr, Titel, Album, Platzierungen, Wochen, Auszeichnungen, Anmerkungen) | Anmerkungen                                                                  |
| Jahr | Titel Album                              | DE | AT | CH | UK | SE | Anmerkungen                                                                  |
| ---- | ---------------------------------------- | --- | --- | --- | --- | --- | ---------------------------------------------------------------------------- |
| 2000 | Crying at the Discoteque Casino          | DE3 Gold · (21 Wo.)DE | AT14 (17 Wo.)AT | CH7 Gold · (35 Wo.)CH | UK13 (11 Wo.)UK | SE29 (8 Wo.)SE | Erstveröffentlichung: 10. April 2000 Verkäufe: + 295.000                     |
| 2001 | Sexual Guarantee Casino                  | DE72 (9 Wo.)DE | — | CH46 (17 Wo.)CH | UK30 (2 Wo.)UK | SE28 (8 Wo.)SE | Erstveröffentlichung: 25. November 2001                                      |
| 2002 | Don’t You Want Me Casino                 | DE74 (4 Wo.)DE | — | CH76 (6 Wo.)CH | — | SE30 (6 Wo.)SE | Erstveröffentlichung: 9. Mai 2002                                            |
| 2003 | Not a Sinner Nor a Saint Alcazarized     | — | — | — | — | SE1 Gold · (19 Wo.)SE | Erstveröffentlichung: 6. März 2003 Verkäufe: + 15.000                        |
| 2003 | Ménage à trois Alcazarized               | — | — | — | — | SE19 (10 Wo.)SE | Erstveröffentlichung: 14. Juni 2003                                          |
| 2003 | Someday Alcazarized                      | — | — | — | — | SE31 (5 Wo.)SE | Erstveröffentlichung: 17. Juli 2003                                          |
| 2003 | Love Life Alcazarized                    | — | — | — | — | SE10 (10 Wo.)SE | Erstveröffentlichung: 10. August 2003                                        |
| 2004 | This Is the World We Live In Alcazarized | DE30 (12 Wo.)DE | AT37 (14 Wo.)AT | CH30 (16 Wo.)CH | UK15 (6 Wo.)UK | SE3 Gold · (23 Wo.)SE | Erstveröffentlichung: 10. Juni 2004 Verkäufe: + 10.000; Original: Diana Ross |
| 2004 | Physical Alcazarized                     | DE59 (6 Wo.)DE | AT64 (2 Wo.)AT | CH91 (3 Wo.)CH | — | SE— GoldSE | Erstveröffentlichung: 11. Oktober 2004 Verkäufe: + 10.000                    |
| 2004 | Here I Am Dancefloor Deluxe              | — | — | — | — | SE41 Gold · (6 Wo.)SE | Erstveröffentlichung: 9. Dezember 2004 Verkäufe: + 10.000                    |
| 2005 | Alcastar Dancefloor Deluxe               | — | — | — | — | SE1 Gold · (14 Wo.)SE | Erstveröffentlichung: 24. Februar 2005 Verkäufe: + 10.000                    |
| 2005 | Start the Fire Dancefloor Deluxe         | DE62 (3 Wo.)DE | — | CH87 (1 Wo.)CH | — | SE10 (7 Wo.)SE | Erstveröffentlichung: 12. Mai 2005                                           |
| 2008 | We Keep on Rockin’ Disco Defenders       | — | — | — | — | SE4 Gold · (11 Wo.)SE | Erstveröffentlichung: 24. Januar 2008 Verkäufe: + 10.000                     |
| 2008 | Inhibitions Disco Defenders              | — | — | — | — | SE10 (4 Wo.)SE | Erstveröffentlichung: 12. Juni 2008                                          |
| 2009 | Stay the Night Disco Defenders           | — | — | — | — | SE2 Gold · (17 Wo.)SE | Erstveröffentlichung: 20. Februar 2009 Verkäufe: + 10.000                    |
| 2010 | Headlines –                              | — | — | — | — | SE10 (10 Wo.)SE | Erstveröffentlichung: 19. Februar 2010                                       |
| 2014 | Blame It on the Disco –                  | — | — | — | — | SE10 Platin · (6 Wo.)SE | Erstveröffentlichung: Februar 2014 Verkäufe: + 40.000                        |

Weitere Singles
- 1999: Shine On
- 2000: Ritmo del amor
- 2009: Burning
- 2009: From Brazil with Love
- 2009: Last Christmas
- 2014: Good Lovin’
- 2015: Young Guns (Go for It)

### Als Gastmusiker
- 2011: Feel 4 U (Dream Beats feat. Alcazar)
- 2011: Karma Karma (Same Difference feat. Alcazar)

## Musikvideos
| Jahr | Titel                        | Regie            |
| ---- | ---------------------------- | ---------------- |
| 1999 | Shine On                     |                  |
| 2001 | Crying at the Discoteque     | Jesper Ganslandt |
| 2001 | Sexual Guarantee             |                  |
| 2002 | Don’t You Want Me            |                  |
| 2003 | Ménage à trois               |                  |
| 2003 | Someday                      |                  |
| 2004 | This Is the World We Live In |                  |
| 2004 | Physical                     |                  |
| 2005 | Start the Fire               |                  |
| 2008 | We Keep on Rockin’           |                  |
| 2009 | Burning                      |                  |
| 2009 | Last Christmas               |                  |
| 2011 | Feel 4 U                     | Johannes Helje   |
| 2015 | Young Guns (Go for It)       |                  |

## Statistik

### Chartauswertung
|                     | DE    | AT    | CH    | UK    | SE    |
| ------------------- | ----- | ----- | ----- | ----- | ----- |
| Nummer-eins-Alben   | DE—DE | AT—AT | CH—CH | UK—UK | SE—SE |
| Top-10-Alben        | DE—DE | AT—AT | CH—CH | UK—UK | SE3SE |
| Alben in den Charts | DE2DE | AT—AT | CH1CH | UK—UK | SE4SE |

|                       | DE    | AT    | CH    | UK    | SE     |
| --------------------- | ----- | ----- | ----- | ----- | ------ |
| Nummer-eins-Singles   | DE—DE | AT—AT | CH—CH | UK—UK | SE2SE  |
| Top-10-Singles        | DE1DE | AT—AT | CH1CH | UK—UK | SE9SE  |
| Singles in den Charts | DE6DE | AT3AT | CH6CH | UK3UK | SE16SE |

### Auszeichnungen für Musikverkäufe
| Goldene Schallplatte - Belgien - 2001: für die Single Crying at the Discoteque |

Anmerkung: Auszeichnungen in Ländern aus den Charttabellen bzw. Chartboxen sind in ebendiesen zu finden.
| Land/RegionAuszeichnungen für Musikverkäufe (Land/Region, Auszeichnungen, Verkäufe, Quellen) | Gold       | Platin  | Verkäufe | Quellen              |
| -------------------------------------------------------------------------------------------- | ---------- | ------- | -------- | -------------------- |
| Belgien (BRMA)                                                                               | Gold1      | —       | 25.000   | ultratop.be          |
| Deutschland (BVMI)                                                                           | Gold1      | —       | 250.000  | musikindustrie.de    |
| Schweden (IFPI)                                                                              | 8× Gold8   | Platin1 | 145.000  | sverigetopplistan.se |
| Schweiz (IFPI)                                                                               | Gold1      | —       | 20.000   | hitparade.ch         |
| Insgesamt                                                                                    | 11× Gold11 | Platin1 |          |                      |